# Grabnik (województwo podkarpackie)
Grabnik – osada w Polsce położona, w województwie podkarpackim, w powiecie łańcuckim, w gminie Żołynia.
W latach 1975–1998 miejscowość administracyjnie należała do województwa rzeszowskiego.